# Вудфін (Північна Кароліна)
Вудфін (англ. Woodfin) — місто (англ. town) в США, в окрузі Банком штату Північна Кароліна. Населення — 7936 осіб (2020).

## Географія
Вудфін розташований за координатами 35°38′52″ пн. ш. 82°35′32″ зх. д. / 35.64778° пн. ш. 82.59222° зх. д. (35.647793, -82.592281).  За даними Бюро перепису населення США в 2010 році місто мало площу 23,83 км², з яких 22,76 км² — суходіл та 1,07 км² — водойми.

## Демографія
Згідно з переписом 2010 року, у місті мешкали 6123 особи в 2359 домогосподарствах у складі 1355 родин. Густота населення становила 257 осіб/км².  Було 2698 помешкань (113/км²).
Расовий склад населення:
| - 87,3 % — білих - 4,9 % — чорних або афроамериканців - 0,9 % — азіатів - 0,6 % — корінних американців - 3,8 % — осіб інших рас |

До двох чи більше рас належало 2,5 %. Частка іспаномовних становила 8,7 % від усіх жителів.
За віковим діапазоном населення розподілялося таким чином: 18,7 % — особи молодші 18 років, 67,8 % — особи у віці 18—64 років, 13,5 % — особи у віці 65 років та старші. Медіана віку мешканця становила 36,6 року. На 100 осіб жіночої статі у місті припадало 115,5 чоловіків;  на 100 жінок у віці від 18 років та старших — 116,6 чоловіків також старших 18 років.
Середній дохід на одне домашнє господарство  становив 57 881 долар США (медіана — 36 424), а середній дохід на одну сім'ю — 62 710 доларів (медіана — 41 075). Медіана доходів становила 30 795 доларів для чоловіків та 29 356 доларів для жінок. За межею бідності перебувало 17,8 % осіб, у тому числі 16,8 % дітей у віці до 18 років та 15,0 % осіб у віці 65 років та старших.
Цивільне працевлаштоване населення становило 2669 осіб. Основні галузі зайнятості: освіта, охорона здоров'я та соціальна допомога — 22,4 %, роздрібна торгівля — 20,3 %, науковці, спеціалісти, менеджери — 16,3 %, мистецтво, розваги та відпочинок — 13,0 %.